# 縮合重合
縮合重合（しゅくごうじゅうごう、condensation polymerization、polycondensation）とは、複数の化合物（特に有機化合物）が、互いの分子内から水 (H2O) などの小分子を取り外しながら結合（縮合）し、それらが連鎖的につながって高分子が生成（重合）すること。重縮合、縮重合 とも。一般式では以下のように表され、逐次重合に属する。
{\displaystyle {\ce {P_{\mathit {n}}\ +P_{\mathit {m}}->P_{{\mathit {n}}{+}{\mathit {m}}}\ +X}}}
生成物の構造には、線状のものと網目状のものがある。
例えば、ポリアミド樹脂（ナイロン）、ポリエステル樹脂 (PET)、デンプン、フェノール樹脂、尿素樹脂、メラミン樹脂、ポリカーボネート樹脂などが縮合重合による生成物である。
通常縮合反応は可逆反応である為、素反応の収率を向上させる為に反応の平衡を生成物側に偏らせる反応条件が選択される。
1つめの方法は反応系内の脱離基成分を除去する方法である。ポリアミド樹脂の場合カルボン酸成分とアミン成分の選択により脱離基成分が変わり、それに伴い脱離基成分の除去方法は異なる。
- 加熱溶融重縮合法（均一系反応）
遊離カルボン酸 + アミン － （減圧下）加熱して H2O を系外へ除去
カルボン酸エステル + アミン - （減圧下）加熱して ROH を系外へ除去
- 界面重縮合法（二層系反応）
カルボン酸ハロゲン化物 + アミン － 二層反応で水層に脱酸剤（アルカリ）を加えて、HXを捕捉

特に、界面重縮合法では有機層と水層の境界（界面）に重合体が生成するので、その重合体を適当な速度で反応容器外に取り出すと反応は停止することなく連続するので、融点が高くて加熱溶融重縮合法が採用できない場合などには工業的に有用な方法である。

## 重合度調節剤
重合度調節剤（じゅうごうどちょうせつざい）とは平衡が存在する重縮合反応の重合度を調節する目的で添加される成分である。
前述の通り、重合度は素反応収率と関係があるので、均一系逐次重合の場合は重縮合の原料成分のモル比を精密につりあわせないと重合度の高い生成物が得られない。逆に成分の一方をわずかに過剰にしたり、反応部位の官能基を1つだけ持つ副成分を添加することで、平衡しているときの重合度を制御することが出来る。

## 用語のぶれ
英語の、"polycondensation" は "condensation polymerization" の意味の他に "condensative chain polymerization" の意味で用いられていたことがあった。"condensative chain polymerization" は連鎖重合のうち縮合反応の形式で進むもののことで、上式で m = 1 の場合を表す。